# Mato Grosso do Sul
Der Bundesstaat Mato Grosso do Sul, amtlich portugiesisch Estado de Mato Grosso do Sul, gehört zur Região Centro-Oeste und liegt im Landesinneren Brasiliens. Die Bevölkerungszahl wurde zum 1. Juli 2020 auf 2.809.394  Einwohner geschätzt.

## Geografie

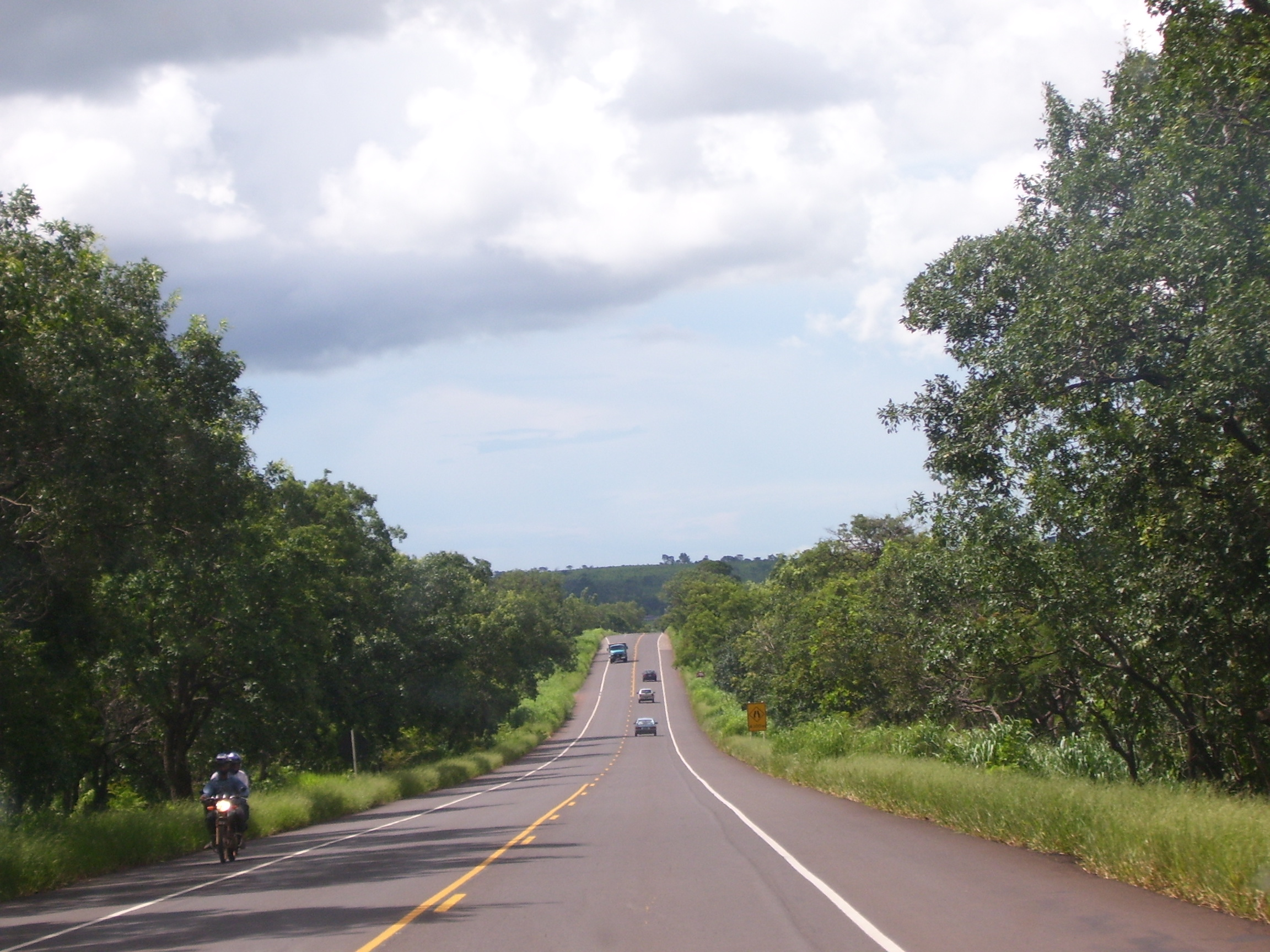
BR-267, eine Schnellstraße im Mato Grosso do Sul

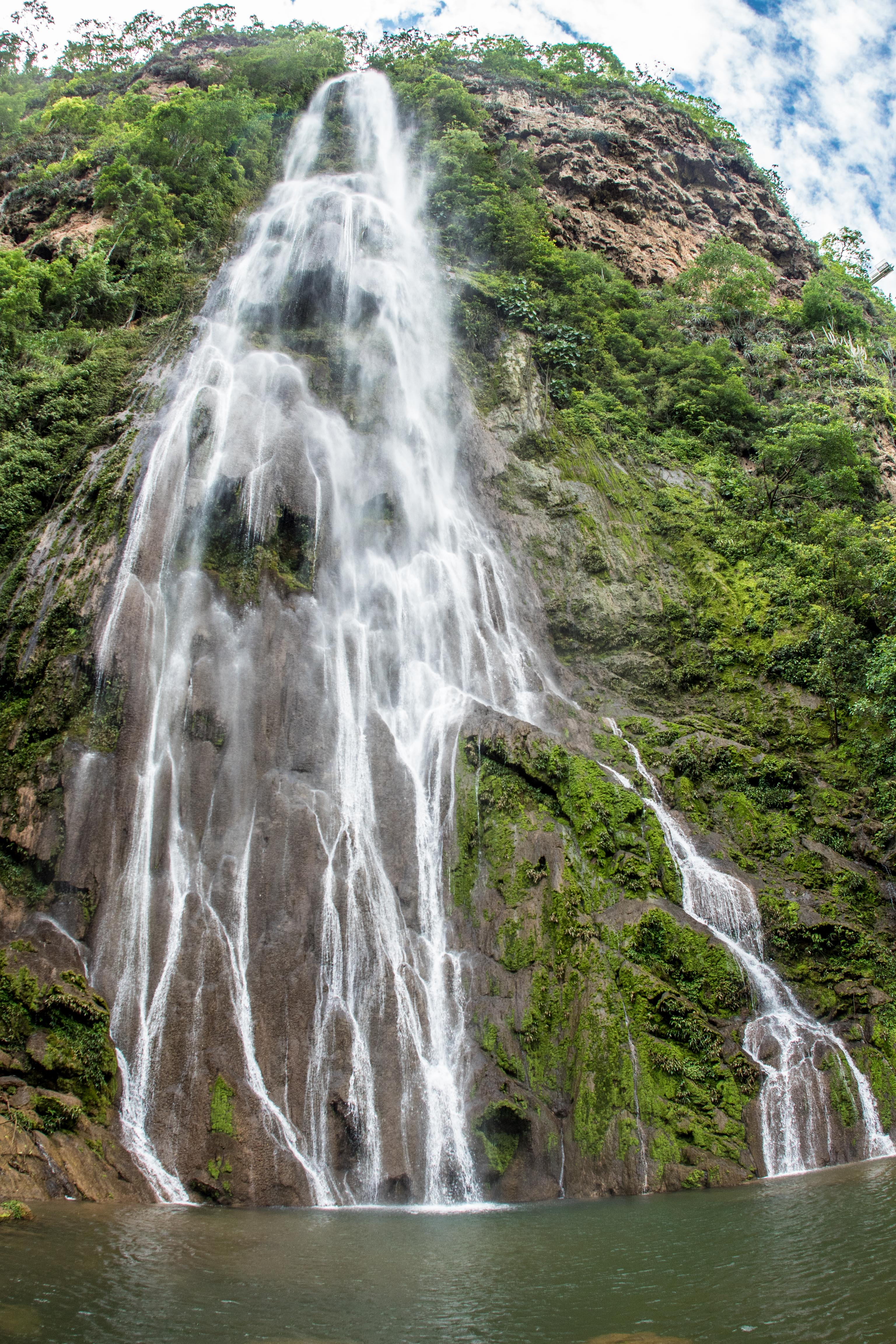
Wasserfall Boca da Onça

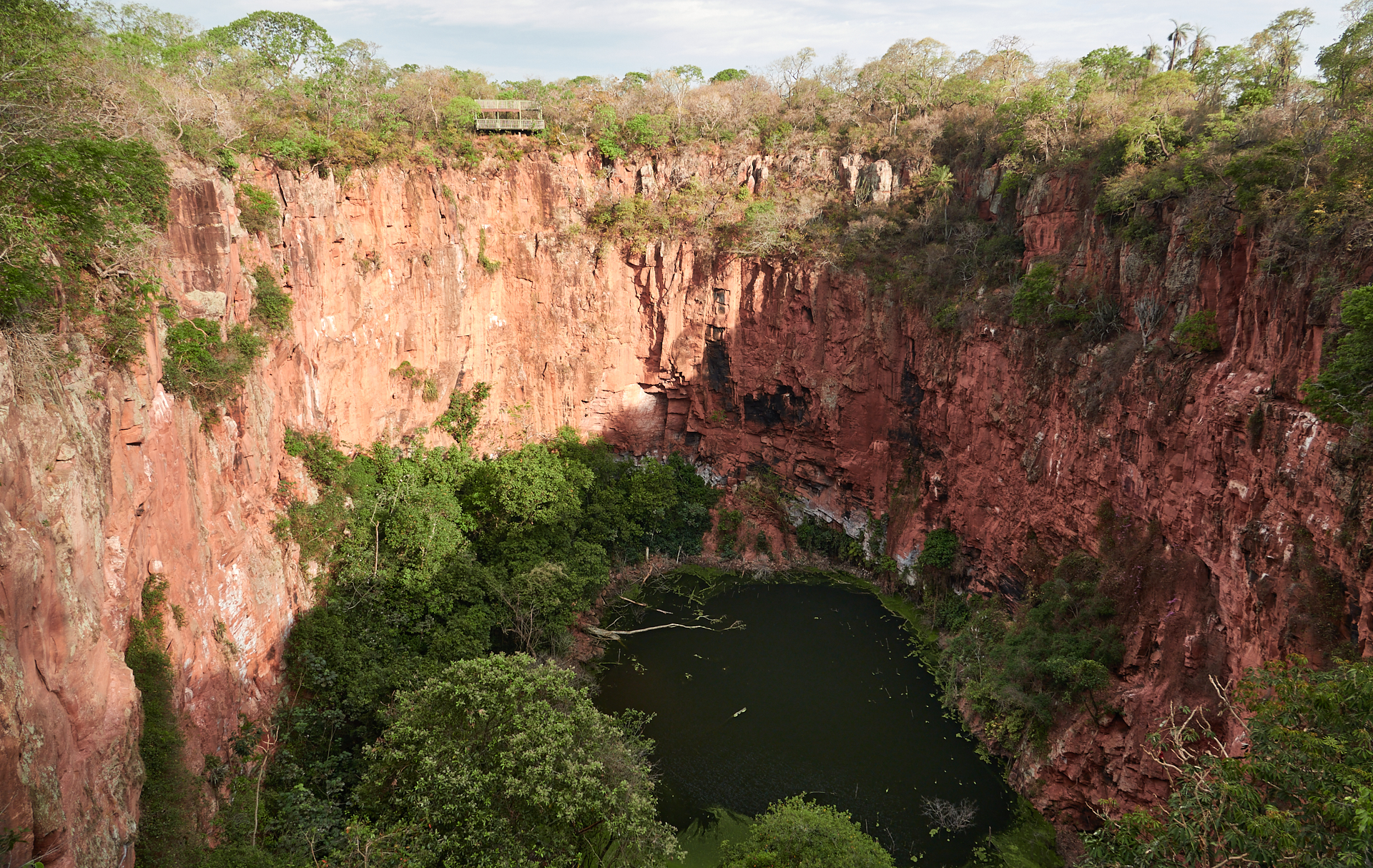
Buraco das Araras

Mato Grosso do Sul hat im Westen eine Grenze mit Paraguay und Bolivien. Außerdem grenzt es (im Uhrzeigersinn von Norden) an die brasilianischen Bundesstaaten Mato Grosso, Goiás, Minas Gerais, São Paulo und Paraná.
Der Bundesstaat Mato Grosso do Sul ist mit einer Fläche von 357.125 km² so groß wie die Bundesrepublik Deutschland (357.121 km²). Mit einer Einwohnerzahl von knapp 2,8 Millionen und einer Bevölkerungsdichte von nur 6,9 Einwohnern pro km² ist Mato Grosso do Sul einer der am dünnsten besiedelten Bundesstaaten Brasiliens. Dies liegt auch an der Tatsache, dass nahezu ein Drittel der Fläche des Bundesstaates sumpfiges Überschwemmungsgebiet des Pantanal sind.
Die höchste Erhebung im Bundesstaat Mato Grosso do Sul ist mit 1065 m der Morro Grande.
Die bedeutendsten Flüsse sind: Río Paraguay, Río Paraná, Rio Paranaíba, Miranda, Aquidauana, Rio Taquari, Negro, Río Apa, Correntes. Hier befindet sich auch ein Teil des Feuchtgebietes Pantanal. In der Nähe der Stadt Bonito befinden sich mehrere Wasserfälle, von denen der Boca da Onça mit einer Fallhöhe von 156 m der größte des Bundesstaates ist. Aufgrund fehlender Niederschläge führte er jedoch erstmalig im Jahr 2022 über sechs Monate kein Wasser.
Das bei Jardim gelegene Buraco das Araras gilt mit einer Tiefe von über 100 m und einem Umfang von rund 500 m als größte Doline Südamerikas.
Mato Grosso do Sul ist in 79 Gemeinden (municípios) gegliedert. Das brasilianische Statistikamt Instituto Brasileiro de Geografia e Estatística (IBGE) unterteilt den Bundesstaat in 12 geostatistische Regionen (portugiesisch Regiões geográficas imediatas) und drei geostatistische Großregionen.
Die Hauptstadt ist Campo Grande mit im Jahr 2020 geschätzten 906.092 Einwohnern. Es gibt nur drei weitere Städte mit mehr als 100.000 Einwohnern: Dourados mit 225.495 Einwohnern, Três Lagoas mit 123.281 Einwohnern und Corumbá mit 112.058 Einwohnern.

## Geschichte
Der Bundesstaat entstand durch eine 1977 beschlossene Abtrennung des südlichen Teils von Mato Grosso. Seit dem 1. Januar 1979 hat Mato Grosso do Sul ein eigenes Parlament und eine eigene Regierung.

## Politik
Gouverneur ist seit dem 1. Januar 2023 Eduardo Riedel (PSDB), der bei den Wahlen in Brasilien 2022 gewählt wurde.
Die Legislative liegt bei der Legislativversammlung von Mato Grosso do Sul aus 24 gewählten Abgeordneten. Das Parlamentsgebäude Palácio Guaicurus befindet sich in Campo Grande.
Mato Grosso do Sul entsendet acht Bundesabgeordnete in die Abgeordnetenkammer und drei Senatoren in den Bundessenat des brasilianischen Nationalkongresses.

## Wirtschaft und Landwirtschaft
Mato Grosso do Sul lebt überwiegend von der Landwirtschaft. Die wichtigsten Anbauprodukte sind Zuckerrohr, Weizen, Soja, Maniok, Reis und Baumwolle. Außerdem wird Viehzucht (Schweine, Rinder, Hühner) betrieben. Im Bundesstaat wird Kohle gefördert.
Im Vergleich zum landesweiten Wirtschaftswachstum von jährlich 11,2 % im Durchschnitt der Jahre 2006 bis 2010 betrug das Wirtschaftswachstum in Mato Grosso do Sul in dieser Zeit durchschnittlich 11,6 %.
Das Bruttoinlandsprodukt erreichte im Jahre 2010 pro Person 17.766 Reais.

## Bevölkerung

### Städte
Die Städte mit mehr als 30.000 Einwohnern sind (Einwohnerzahlen geschätzt zum 1. Juli 2020):
- Campo Grande – 906.092
- Dourados – 225.495
- Três Lagoas – 123.281
- Corumbá – 112.058
- Ponta Porã – 93.937
- Sidrolândia – 59.245
- Naviraí – 55.689
- Nova Andradina – 55.224
- Aquidauana – 48.029
- Maracaju – 48.022
- Paranaíba – 42.276
- Amambai – 39.826
- Rio Brilhante – 38.186
- Coxim – 33.459

## Indigene Bevölkerung

### Landkonflikte
Ein großer Teil der Guarani-Kaiowá lebt in Mato Grosso do Sul. Auf Kosten der Siedlungsgebiete der Indigenen breiten sich landwirtschaftliche Großbetriebe seit Jahrzehnten immer weiter aus. Die Guarani-Kaiowá wehrten sich gegen die Landnahme. Daraufhin wurde im Oktober 2012 ein Anführer der Guaraní, Nísio Gomes, erschossen. Ein Brief der Gemeinde Pyelito Kue / Mbarakay, in dem die Guaraní schildern, dass sie mit dem Tod bedroht werden, wurde von einzelnen brasilianischen Zeitungen als Ankündigung eines Massensuizides missverstanden und machte daraufhin Schlagzeilen über Brasilien hinaus. Massive Proteste u. a. des Conselho Indigenista Missionário (CIMI), dem sich internationale Netzwerke und Organisationen wie Avaaz.org oder Rettet den Regenwald e. V. anschlossen, führten schließlich dazu, dass die nationale Behörde zum Schutz der indigenen Bevölkerung (FUNAI) den Guaraní im Januar 2013 41.571 Hektar Land zusprach. Doch bleibt die Lage sehr angespannt.